# Marek Witkowski
Marek Krzysztof Witkowski, född den 21 maj 1974 i Czechowice-Dziedzice, Polen, är en polsk kanotist.
Han tog OS-brons på K-4 1000 meter i samband med de olympiska kanottävlingarna 2000 i Sydney.